# Critics’ Choice Television Award/Bester Hauptdarsteller in einer Dramaserie
Der Critics’ Choice Television Award in der Kategorie Bester Hauptdarsteller in einer Dramaserie (Originalbezeichnung: Best Actor in a Drama Series) ist eine der Auszeichnungen, die jährlich in den Vereinigten Staaten von der Broadcast Television Journalists Association, einem Verband von Fernsehkritikern, verliehen werden. Sie richtet sich an Schauspieler, die eine hervorragende Leistung in einer Hauptrolle in einer Drama-Fernsehserie erbracht haben. Die Kategorie wurde 2011 ins Leben gerufen. Die Gewinner werden in einer geheimen Abstimmung durch die Fernsehkritiker des Verbandes ermittelt.

## Geschichte und Rekorde
Seit der ersten Verleihung hat die Broadcast Television Journalists Association eine Gesamtanzahl von zehn Preisen in der Kategorie Bester Hauptdarsteller in einer Dramaserie an acht verschiedene Schauspieler verliehen. Der erste Preisträger war Jon Hamm, der 2011 für seine Rolle als Don Draper in Mad Men ausgezeichnet wurde. Der bisher letzte Preisträger war Jeremy Strong, der 2020 für seine Rolle als Kendall Roy in Succession geehrt wurde. Die Anzahl der Nominierungen lag ab der ersten Verleihung bei sechs, 2019 bei sieben und 2020 bei acht Nominierungen.
Ältester Gewinner mit 57 Jahren war 2013 der US-Amerikaner Bryan Cranston (Breaking Bad), ältester nominierter Schauspieler mit 75 Jahren war 2018 der Brite Ian McShane (American Gods). Jüngster Gewinner mit 34 Jahren war 2016 der US-Amerikaner Rami Malek (Mr. Robot), jüngster nominierter Schauspieler mit 22 Jahren 2014 der Brite Freddie Highmore (Bates Motel).
Die folgende Liste ist eine Aufzählung von Rekorden der häufigsten Nominierten und Gewinnern in der Kategorie Bester Hauptdarsteller in einer Dramaserie. Die Gewinner und Nominierten in den anderen Serien- und Schauspielerkategorien werden nicht mitgezählt.
| Statistik                                       | Schauspieler/Serie | Anzahl | Jahre                                      |
| ----------------------------------------------- | ------------------ | ------ | ------------------------------------------ |
| Häufigste Auszeichnung (Schauspieler)           | Bryan Cranston     | 2      | 2012, 2013                                 |
| Häufigste Auszeichnung (Schauspieler)           | Bob Odenkirk       | 2      | 2015, 2016 (Dez.)                          |
| Häufigste Nominierung (Schauspieler) (* = Sieg) | Matthew Rhys       | 6      | 2013, 2014, 2015, 2016 (Dez.), 2019*, 2021 |
| Häufigste Nominierung ohne Sieg (Schauspieler)  | Timothy Olyphant   | 4      | 2011, 2012, 2013, 2015                     |
| Häufigste Auszeichnung (Serie)                  | Breaking Bad       | 2      | 2012, 2013                                 |
| Häufigste Auszeichnung (Serie)                  | Better Call Saul   | 2      | 2015, 2016 (Dez.)                          |
| Häufigste Nominierung (Serie) (* = Sieg)        | The Americans      | 5      | 2013, 2014, 2015, 2016 (Dez.), 2019*       |
| Häufigste Nominierung (Serie) (* = Sieg)        | Better Call Saul   | 5      | 2015*, 2016 (Dez.)*, 2018, 2019, 2021      |

## Gewinner und Nominierte
Die unten aufgeführten Fernsehserien werden mit ihrem deutschen Ausstrahlungstitel (sofern ermittelbar) angegeben, danach folgt in Klammern in kursiver Schrift der fremdsprachige Originaltitel. Die Nennung des Originaltitels entfällt, wenn deutscher und fremdsprachiger Serientitel identisch sind. Die Gewinner stehen hervorgehoben in fetter Schrift an erster Stelle.
2011
Jon Hamm – Mad Men
Steve Buscemi – Boardwalk Empire
Kyle Chandler – Friday Night Lights
Michael C. Hall – Dexter
William H. Macy – Shameless
Timothy Olyphant – Justified
2012
Bryan Cranston – Breaking Bad
Kelsey Grammer – Boss
Jon Hamm – Mad Men
Charlie Hunnam – Sons of Anarchy
Damian Lewis – Homeland
Timothy Olyphant – Justified
2013
Bryan Cranston – Breaking Bad
Damian Lewis – Homeland
Andrew Lincoln – The Walking Dead
Timothy Olyphant – Justified
Matthew Rhys – The Americans
Kevin Spacey – House of Cards
2014
Matthew McConaughey – True Detective
Bryan Cranston – Breaking Bad
Hugh Dancy – Hannibal
Freddie Highmore – Bates Motel
Matthew Rhys – The Americans
Michael Sheen – Masters of Sex
2015
Bob Odenkirk – Better Call Saul
Freddie Highmore – Bates Motel
Charlie Hunnam – Sons of Anarchy
Timothy Olyphant – Justified
Matthew Rhys – The Americans
Aden Young – Rectify
2016 (Jan.)
Rami Malek – Mr. Robot
Hugh Dancy – Hannibal
Clive Owen – The Knick
Liev Schreiber – Ray Donovan
Justin Theroux – The Leftovers
Aden Young – Rectify
2016 (Dez.)
Bob Odenkirk – Better Call Saul
Sam Heughan – Outlander
Rami Malek – Mr. Robot
Matthew Rhys – The Americans
Liev Schreiber – Ray Donovan
Kevin Spacey – House of Cards
2018
Sterling K. Brown – This Is Us – Das ist Leben (This Is Us)
Paul Giamatti – Billions
Freddie Highmore – The Good Doctor
Ian McShane – American Gods
Bob Odenkirk – Better Call Saul
Liev Schreiber – Ray Donovan
2019
Matthew Rhys – The Americans
Freddie Highmore – The Good Doctor
Diego Luna – Narcos: Mexico
Richard Madden – Bodyguard
Bob Odenkirk – Better Call Saul
Billy Porter – Pose
Milo Ventimiglia – This Is Us – Das ist Leben
2020
Jeremy Strong – Succession
Sterling K. Brown – This Is Us – Das ist Leben
Mike Colter  – Evil
Paul Giamatti – Billions
Kit Harington – Game of Thrones
Freddie Highmore – The Good Doctor
Tobias Menzies – The Crown
Billy Porter – Pose
2021
Josh O’Connor – The Crown
Jason Bateman – Ozark
Sterling K. Brown – This Is Us – Das ist Leben
Jonathan Majors – Lovecraft Country
Bob Odenkirk – Better Call Saul
Matthew Rhys – Perry Mason